# Leptospermum rotundifolium
Leptospermum rotundifolium là một loài thực vật có hoa trong Họ Đào kim nương. Loài này được (Maiden & Betche) F.A.Rodway mô tả khoa học đầu tiên năm 1919.